# Lim Ha-ram
Đây là một tên người Triều Tiên, họ là Lim.
Lim Ha-ram (tiếng Hàn: 임하람; sinh ngày 18 tháng 11 năm 1990) là một cầu thủ bóng đá Hàn Quốc thi đấu ở vị trí trung vệ cho Suwon FC ở giải bóng đá hàng đầu Hàn Quốc, K League Classic. Trước đó anh thi đấu cho Gwangju FC và Incheon United.

## Sự nghiệp câu lạc bộ
Lim là cầu thủ tuyển từ đợt tuyển quân K League 2011 cho đội hình Gwangju FC tại mùa giải đầu tiên ở K League. Lim ra mắt chuyên nghiệp trong thất bại 0–1 tại Cúp Liên đoàn trước Busan I'Park ngày 6 tháng 4 năm 2011, sau khi nhận một thẻ vàng trong trận đấu.

## Thống kê sự nghiệp câu lạc bộ
Tính đến 27 tháng 11 năm 2015
| Thành tích câu lạc bộ | Thành tích câu lạc bộ | Thành tích câu lạc bộ | Giải vô địch | Giải vô địch | Cúp     | Cúp       | Cúp Liên đoàn | Cúp Liên đoàn | Tổng cộng | Tổng cộng |
| Mùa giải              | Câu lạc bộ            | Giải vô địch          | Số trận      | Bàn thắng    | Số trận | Bàn thắng | Số trận       | Bàn thắng     | Số trận   | Bàn thắng |
| Hàn Quốc              | Hàn Quốc              | Hàn Quốc              | Giải vô địch | Giải vô địch | Cúp KFA | Cúp KFA   | Cúp Liên đoàn | Cúp Liên đoàn | Tổng cộng | Tổng cộng |
| --------------------- | --------------------- | --------------------- | ------------ | ------------ | ------- | --------- | ------------- | ------------- | --------- | --------- |
| 2011                  | Gwangju FC            | K League              | 11           | 0            | 1       | 0         | 3             | 0             | 15        | 0         |
| 2012                  | Gwangju FC            | K League              | 12           | 0            | 1       | 0         | -             | -             | 13        | 0         |
| 2013                  | Gwangju FC            | K League Classic      | 28           | 0            | 1       | 0         | -             | -             | 27        | 0         |
| 2014                  | Incheon United        | K League Classic      | 12           | 0            | 0       | 0         | -             | -             | 12        | 0         |
| 2015                  | Suwon FC              | K League Challenge    | 29           | 0            | 0       | 0         | -             | -             | 29        | 0         |
| Tổng cộng sự nghiệp   | Tổng cộng sự nghiệp   | Tổng cộng sự nghiệp   | 92           | 0            | 3       | 0         | 3             | 0             | 98        | 0         |